# OL Zimmerberg
Die OL Zimmerberg ist ein Schweizer Orientierungslaufverein mit Sitz in Thalwil (Kanton Zürich). Der Verein wurde 2006 gegründet und hat etwa 250 Mitglieder. Zum Einzugsgebiet gehören im Bezirk Horgen das linke Zürichseeufer und das Sihltal.
Die OL Zimmerberg organisiert nationale und regionale Orientierungslaufwettkämpfe, Orientierungslauftrainings, Schulsportkurse und weitere Vereinsanlässe. Das Erstellen und Instandhalten von OL-Karten gehört ebenfalls zu den Aufgaben der OL Zimmerberg.

## Erfolge
Mit Julia Gross, Lilly Gross und Paula Gross gewann die OL Zimmerberg 2012, 2015 und 2016 die Schweizer Meisterschaft im Staffel-OL (SOM) und 2018 die Schweizer Meisterschaft Team-OL (TOM).

## OL-Karten
| Katenname           | Typ  | Massstab | Stand |
| ------------------- | ---- | -------- | ----- |
| Allmendhölzli       | Wald | 1:5'000  | 2013  |
| Buchenegg           | Wald | 1:10'000 | 2016  |
| Sportanlage Brand   | Wald | 1:3'500  | 2012  |
| Chopfholz           | Wald | 1:10'000 | 2020  |
| Entlisberg          | Wald | 1:10'000 | 2009  |
| Hirzel              | Wald | 1:10'000 | 1999  |
| Landforst           | Wald | 1:10'000 | 2017  |
| Reidholz-Burghalden | Wald | 1:5'000  | 2014  |
| Uetliberg           | Wald | 1:10'000 | 2020  |
| Mullern Chummenwald | Wald | 1:10'000 | 2020  |
| Adliswil-Sood       | Dorf | 1:5'000  | 2017  |
| Au/Halbinsel Au     | Dorf | 1:6'000  | 2012  |
| Hirzel Dorf         | Dorf | 1:4'000  | 2018  |
| Horgen              | Dorf | 1:4'000  | 2017  |
| Horgen Dorfkern     | Dorf | 1:2'000  | 2011  |
| Horgen Waldegg      | Dorf | 1:4'000  | 2016  |
| Oberrieden          | Dorf | 1:4'000  | 2018  |
| Richterswil         | Dorf | 1:4'000  | 2019  |
| Rüschlikon          | Dorf | 1:4‘000  | 2011  |
| Thalwil             | Dorf | 1:4'000  | 2021  |
| Wädenswil           | Dorf | 1:4'000  | 2018  |

Ausserdem existieren diverse OL-Karten von Aussenarealen von Schulhäusern im Einzugsgebiet der OL Zimmerberg.

## Belege
1. ↑  Schweizer Meisterschaft im Staffel-OL 2012. Website des SOLV Swiss Orienteering, abgerufen am 20. Februar 2022.
2. ↑  Schweizer Meisterschaft im Staffel-OL 2015. Website des SOLV Swiss Orienteering, abgerufen am 20. Februar 2022.
3. ↑  Schweizer Meisterschaft im Staffel-OL 2016. Website des SOLV Swiss Orienteering, abgerufen am 20. Februar 2022.
4. ↑  Schweizer Meisterschaft im Team OL 2018. Website des SOLV Swiss Orienteering, abgerufen am 20. Februar 2022.